# ليان هانسن
ليان هانسن (بالإنجليزية: Liane Hansen)‏ هي صحفية أمريكية، ولدت في 29 سبتمبر 1951 في ورسستر في الولايات المتحدة.